# If Stockholm Open 2013
If Stockholm Open 2013 — тенісний турнір, що проходив на кортах з твердим покриттям у місті Стокгольм, Швеція з 14 жовтня. Належав до категорії ATP World Tour 250.

## Фінальна частина

### Одиночний розряд
Григор Димитров —  Давид Феррер 2–6, 6–3, 6–4

### Парний розряд
Айсам-уль-Хак Куреші /  Жан-Жульєн Роєр —  Йонас Бйоркман /  Роберт Ліндстедт 6–2, 6–2